# Мурав'янка-прудкокрил жовтовола
Мурав'янка-прудкокрил жовтовола (Hypocnemis subflava) — вид горобцеподібних птахів родини сорокушових (Thamnophilidae). Мешкає в Південній Америці. Раніше вважався конспецифічним зі співочою мурав'янкою-прудкокрилом.

## Підвиди
Виділяють два підвиди:
- H. s. collinsi Cherrie, 1916 — південь Перу (південний схід Укаялі, схід Куско, Мадре-де-Дьйос, Пуно), південно-західна Бразильська Амазонія (Акрі) і північно-західна Болівія (Пандо, Ла-Пас, захід Бені);
- H. s. subflava Cabanis, 1873 — передгір'я Анд на сході центрального Перу (від Уануко на південь до Куско).

## Поширення і екологія
Жовтоволі мурав'янки-прудкокрили мешкають в Перу, Бразилії і Болівії. Вони живуть в густому бамбуковому і чагарниковому підліску вологих гірських тропічних лісів. Зустрічаються парами, переважно на висоті до 1400 м над рівнем моря. Іноді приєднуються до змішаних зграй птахів. Живляться комахами та іншими безхребетними.